# General Electric GE9X
| Technische Daten      |        |
| Bypass-Verhältnis     | 10,1:1 |
| Gesamtdruckverhältnis | 60:1   |
| Triebwerkssektion     | Stufen |
| Fan                   | 1      |
| Niederdruckverdichter | 4      |
| Hochdruckverdichter   | 11     |
| Hochdruckturbine      | 2      |
| Niederdruckturbine    | 6      |

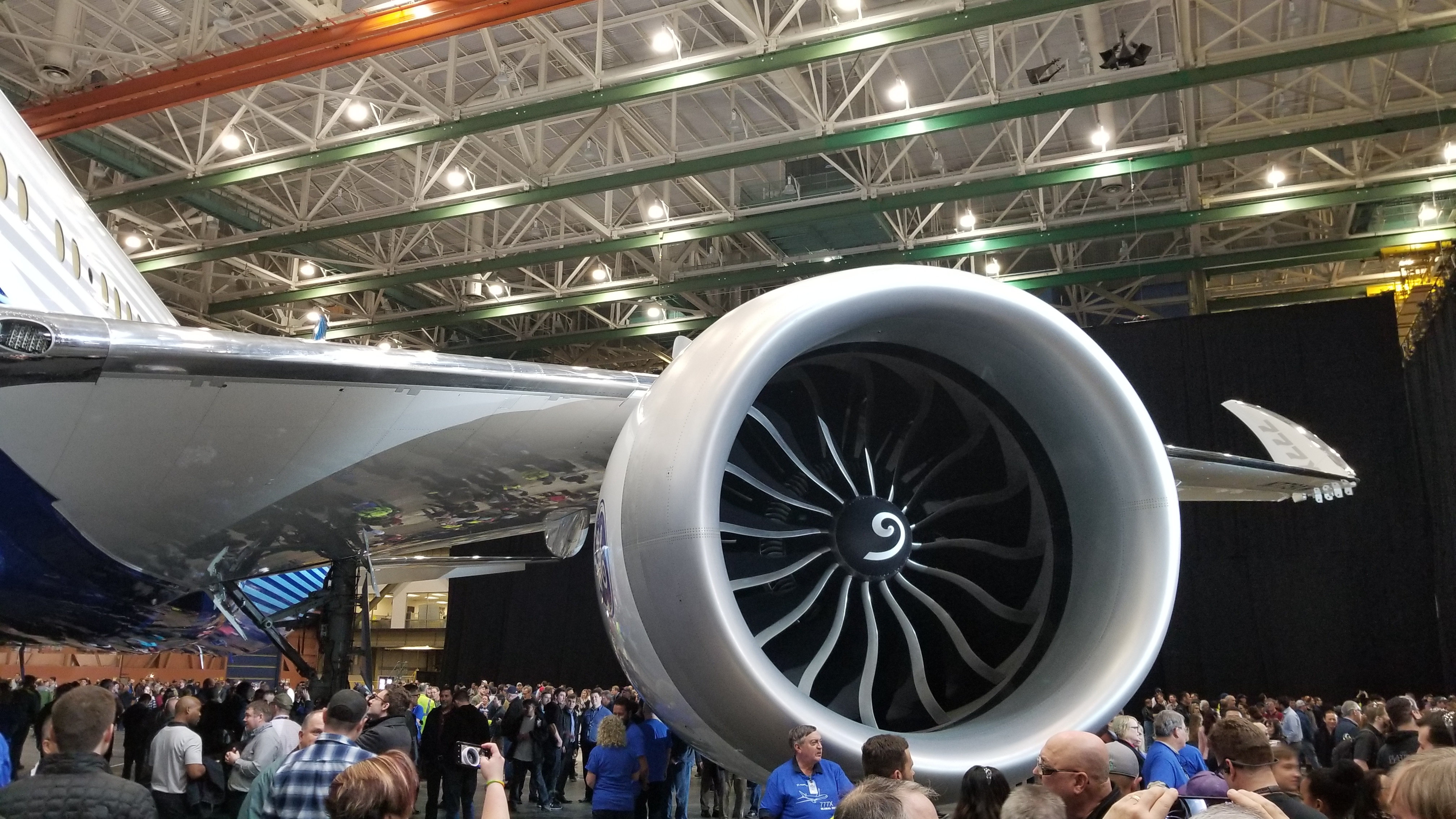
Ein GE9X beim Rollout der neuen Boeing 777X am 13. März 2019.

Das GE9X ist ein vom GE90 abgeleitetes Turbofan-Triebwerk des US-amerikanischen Herstellers GE Aviation, eines Tochterunternehmens von General Electric. Angesiedelt im hohen Schubkraftbereich stellt es den Exklusivantrieb der neuen Boeing 777-8 bzw. -9 dar. Es ist aktuell (September 2017) das größte jemals gebaute Jet-Triebwerk. Die erste Flugerprobung erfolgte am 13. März 2018, montiert an einer Boeing 747 als Versuchsträger. Ende September 2020 gab GE Aviation die Zulassung des neuen Triebwerks durch die Federal Aviation Administration bekannt. Für die Zulassung waren acht Triebwerke und total 5000 Betriebsstunden und 8000 Zyklen notwendig. Weitere Tests sind für die angestrebte ETOPS-Zertifizierung notwendig, bevor voraussichtlich 2023 der Betrieb mit der Boeing 777X aufgenommen werden kann.

## Allgemeines
Anstelle einer neuen Schubvariante des GE90 entschied sich GE im Februar 2012 für eine Weiterentwicklung unter der Bezeichnung GE9X. Mit einem auf 340,36 cm (134 in) vergrößerten Fan sowie einigen technologischen Verbesserungen – etwa einem neuen elfstufigen Hochdruckverdichter – will GE im Vergleich zum GE90-115B eine Treibstoffeinsparung von 10 Prozent erreichen. Damit ist der Triebwerkdurchmesser fast so groß wie der Kabinendurchmesser einer Boeing 737.
Den Schub des Triebwerks gibt GE mit 453,7 kN (102 000 lbf) an.
Am 10. November 2017 brach das Triebwerk den Guinness World Record für das leistungsstärkste Triebwerk eines Verkehrsflugzeugs (Testleistung). Das GE9x erreichte dabei einen maximalen Schub von 597,4 kN (134 300 lbf).

## Probleme
Zu hoher Verschleiß an Bauteilen in der ersten Stufe des neuen Hochdruckverdichters führte 2019 dazu, dass ein Bauteil neu konstruiert werden musste, und zu Verzögerungen in der Markteinführung. In Folge davon kommt es auch zu Verzögerungen bei Erstflug und Indienststellung der Boeing 777X. Ende 2022 wurde das Testprogramm erneut wegen Triebwerksproblemen unterbrochen.